# Fulgidi
Con il termini fulgidi si indica una classe di composti chimici che corrispondono dal punto di vista della sistematica organica ad anidridi  dialchilidensucciniche.
Sono stati sintetizzati la prima volta da Stobbe nel 1905, che li ha chiamati così prendendo spunto dalla parola latina fulgere (splendere, brillare), perché alcuni derivati mostravano una grande varietà di colori.

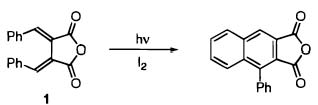
Rappresentazione del fenomeno dell'elettrociclizzazione

La maggior parte dei fulgidi sono fotocromaticamente reversibili. Ciò significa che possiedono la proprietà di mutare la loro colorazione, nello specifico rispettivamente se esposti o meno all'azione della luce. La fotocromaticità di queste molecole deriva dalla formazione di un anello aromatico in seguito all'assorbimento di un fotone; questo fenomeno avviene in seguito a una reazione di elettrociclizzazione.
La presenza di sostituenti invece rende il composto termicamente irreversibile, ovvero che non risente degli effetti indotti dal calore, rendendolo utilizzabile in memorie organiche. Inoltre variando il tipo di sostituente si modulano anche le frequenze di assorbimento del composto.
È possibile inoltre utilizzarli in soluzioni, film polimerici e solidi vetrosi, mantenendo comunque le loro proprietà fotocromatiche. Ne riducono la resa quantica substrati di tipo cristallino.
La fotociclizzazione è una reazione estremamente rapida, dell'ordine dei picosecondi.
La stabilità termica e la resistenza alla fatica rendono quindi auspicabile un suo utilizzo nella realizzazione di dispositivi di memoria a base organica. La scrittura e cancellazione di informazioni avviene con tecniche UV, mentre la lettura con spettroscopia IR, che non comporta transizioni elettroniche.